# 中国沙漠和沙地列表
中国沙漠是指中国陆地上分布的沙漠。中国是世界上荒漠化严重的国家之一，荒漠化土地面积占国土面积的27.4%，主要分布在18个省（区），有八大沙漠和四大沙地。沙地是指地表被沙丘（或沙）覆盖，气候半干旱或半湿润，多风少水流和植被较少的地区。中国地理学界为了强调东西部沙漠自然条件和景观的差异，就东部沙漠使用了“沙地”一词。

## 沙漠
1. 塔克拉玛干沙漠位于新疆南疆的塔里木盆地中心，是中国最大的沙漠，也是世界第十大沙漠，同时亦是世界第二大流动沙漠。
2. 古尔班通古特沙漠位于新疆准噶尔盆地中央，玛纳斯河以东及乌伦古河以南，是中国第二大沙漠，同时也是中国面积最大的固定、半固定沙漠、面积有大约4.88万平方公里，海拔300～600米，水源较多。
3. 巴丹吉林沙漠位于内蒙古自治区阿拉善盟阿拉善右旗北部，雅布赖山以西、北大山以北、弱水以东、拐子湖以南。位于北纬39°30’～42°，东经98°30’～104°，面积4.43万平方公里
4. 腾格里沙漠南越长城，东抵贺兰山，西至雅布赖山，面积约3万平方千米。沙漠海拔1200～1400米左右。
5. 柴达木盆地沙漠位于青藏高原东北部，海拔2500米-3000米,面积3.49万平方公里。
6. 库姆塔格沙漠在新疆东部、甘肃西部、罗布泊以南，阿尔金山以北，面积为2.28万平方千米。
7. 库布齐沙漠位于鄂尔多斯高原脊线的北部，内蒙古自治区伊克昭盟杭锦旗、达拉特旗和准格尔旗的部分地区。总面积约145万公顷，流动沙丘约占61%。
8. 乌兰布和沙漠乌兰布和沙漠面积为0.99万平方千米，在阿拉善高原东北部。

## 沙地
1. 毛乌素沙地，也称毛乌素沙漠、鄂尔多斯沙地，是自定边孟家沙窝至靖边高家沟乡的连续沙带。
2. 浑善达克沙地，位于内蒙古中部锡林郭勒草原南端，距北京直线距离180千米。
3. 科尔沁沙地面积为4.23万平方千米，在西辽河流域。
4. 呼伦贝尔沙地面积0.72万平方千米，在呼伦贝尔西南部。多固定半固定沙丘，高5～15米。